# Маунт Џексон (Вирџинија)
Маунт Џексон (енгл. Mount Jackson) град је у америчкој савезној држави Вирџинија. По попису становништва из 2010. у њему је живело 1.994 становника.

## Демографија
Према попису становништва из 2010. у граду је живело 1.994 становника, што је 330 (19,8%) становника више него 2000. године.
| Група             | 2000.         | 2010.         |
| Белци             | 1.398 (84,0%) | 1.515 (76,0%) |
| Афроамериканци    | 11 (0,7%)     | 21 (1,1%)     |
| Азијати           | 5 (0,3%)      | 14 (0,7%)     |
| Хиспаноамериканци | 235 (14,1%)   | 408 (20,5%)   |
| Укупно            | 1.664         | 1.994         |